# 208

208(이백팔)은 207보다 크고 209보다 작은 자연수다.

## 수학
- 합성수로, 그 약수는 총 10개다. (1, 2, 4, 8, 13, 16, 26, 52, 104, 208)
  - 208의 진약수의 합은 226이므로, 208은 과잉수다.
- 12번째 테트라나치 수다. 앞의 테트라나치 수는 108, 다음은 401이다.
- {\displaystyle 208=8^{2}+12^{2}}
  - 연속하는 두 개의 {\displaystyle 4n}({\displaystyle n}은 자연수)의 제곱합으로 나타낼 수 있으며, 이 성질을 지닌 앞의 수는 80, 다음 수는 400이다.
- {\displaystyle 208=2^{2}+3^{2}+5^{2}+7^{2}+11^{2}}
  - 11 이하의 모든 소수(素數)의 제곱합이다.
  - 연속하는 소수(素數) 5개의 제곱합으로 나타낼 수 있는 가장 작은 수이며, 이 성질을 지닌 다음 수는 373이다.

## 과학·기술
- NGC 208: 물고기자리 방향에 있는 나선은하.
- 푸조 208: 푸조의 소형 승용차.

## 교통

### 항공
- 세스나 208 캐러밴

### 철도
- 서울 지하철 2호선 왕십리역의 역번호.
- 부산 도시철도 2호선 수영역의 역번호.
- 대구 도시철도 2호선은 208번 역이 없고, 216번부터 시작한다.

### 도로
- 일본 208번 국도(일본어판): 구마모토현 구마모토시 주오구에서 사가현 사가시까지 이어지는 일본의 국도.
- 현도 제208호선

## 군사
- U-208(영어판, 독일어판): 제2차 세계 대전에 사용된 나치 독일의 군용 잠수함.

## 문화유산
- 대한민국의 국보 제208호: 도리사 세존사리탑 금동 사리기
- 대한민국의 보물 제208호: 청도 운문사 동호
- 대한민국의 사적 제208호: 서울 정릉

## 방송
- 스카이라이프의 JTBC 골프앤스포츠 채널 번호.
- U+ TV의 중국 공영 방송인 CCTV4 채널 번호.
- LG헬로비전의 애니박스 채널 번호.
- KT HCN의 K스타 채널 번호.

## 스포츠
- 국제 축구 연맹(FIFA)의 회원국은 208개국이다.

## 기타
- 날짜: 2월 8일
- 연도: 208년, 기원전 208년